# Saint-Yzan-de-Soudiac
Pour les articles homonymes, voir Saint-Yzan.
Saint-Yzan-de-Soudiac est une commune du Sud-Ouest de la France, située dans le département de la Gironde, en région Nouvelle-Aquitaine.
Ses habitants sont appelés les Soudiacais.

## Géographie

### Localisation et accès

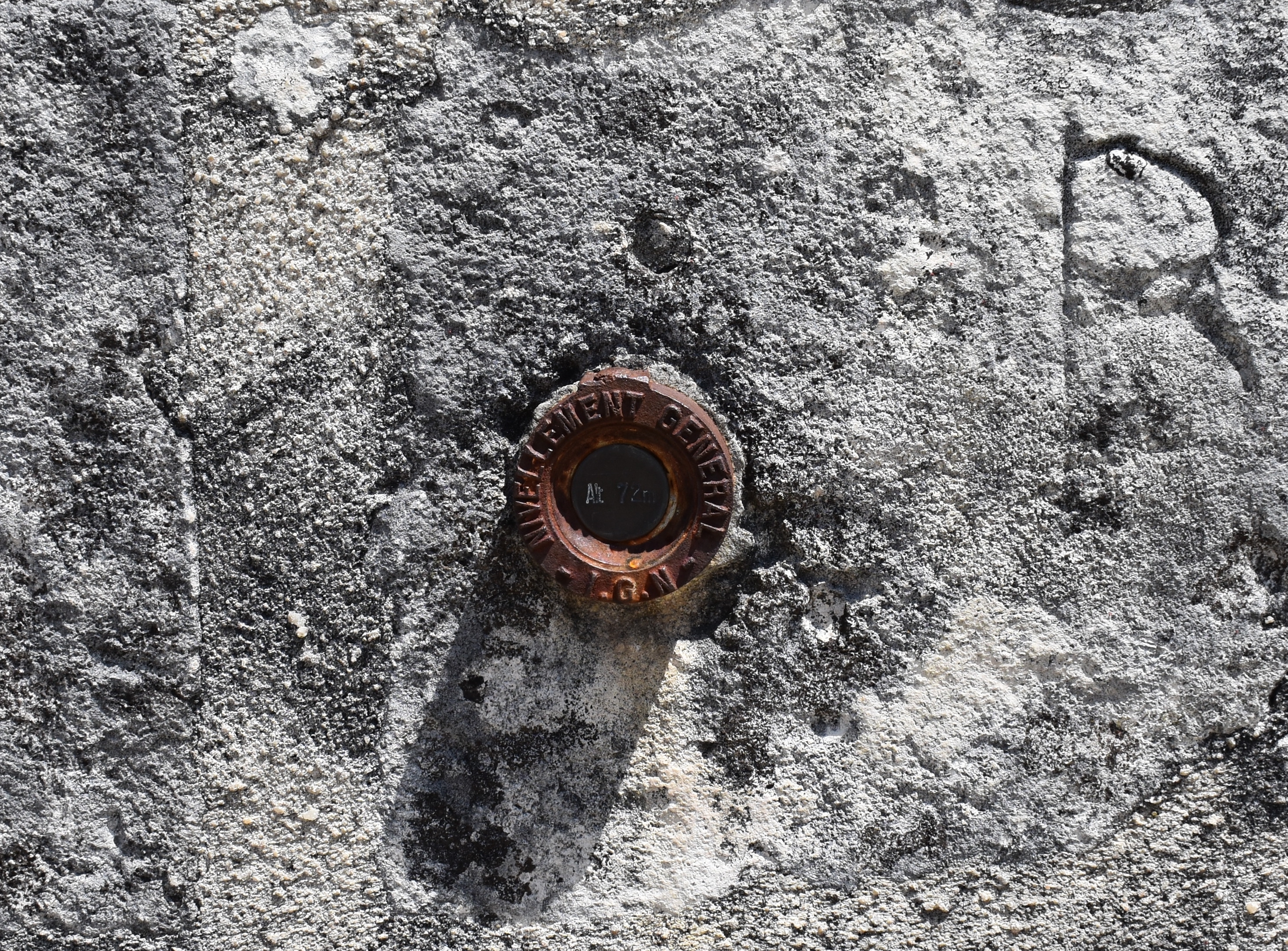
Borne de nivellement sur l'église - Altitude 77 m.

Commune de l'aire d'attraction de Bordeaux (dans l'unité urbaine de Saint-Savin - Saint-Yzan-de-Soudiac) située dans le Blayais entre l'autoroute A10 et la route nationale RN10. C'est une commune limitrophe avec le département de la Charente-Maritime.
Accès par la gare de Saint-Mariens - Saint-Yzan sur la ligne de chemin de fer Nantes - Bordeaux, la ligne de Châteauneuf-sur-Charente à Saint-Mariens - Saint-Yzan ainsi que sur l'embranchement de la ligne Bordeaux-Blaye.

### Communes limitrophes
Les communes limitrophes sont  Bussac-Forêt, Laruscade, Saint-Mariens et Saint-Savin.
|             |                       | Bussac-Forêt (Charente-Maritime) |
| Saint-Savin | Saint-Yzan-de-Soudiac |                                  |
|             | Saint-Mariens         | Laruscade                        |

### Hydrographie
La commune est bordée au nord-est par la Saye, affluent de l'Isle et qui fait la limite départementale.

### Climat
Pour des articles plus généraux, voir Climat de la Nouvelle-Aquitaine et Climat de la Gironde.
Historiquement, la commune est exposée à un climat océanique aquitain.  
En 2020, Météo-France publie une typologie des climats de la France métropolitaine dans laquelle la commune est exposée à un climat océanique et est dans la région climatique  Aquitaine, Gascogne, caractérisée par une pluviométrie abondante au printemps, modérée en automne, un faible ensoleillement au printemps, un été chaud (19,5 °C), des vents faibles, des brouillards fréquents en automne et en hiver et des orages fréquents en été (15 à 20 jours).
Pour la période 1971-2000, la température annuelle moyenne est de 13 °C, avec une amplitude thermique annuelle de 14,4 °C. Le cumul annuel moyen de précipitations est de 910 mm, avec 12,1 jours de précipitations en janvier et 6,9 jours en juillet. Pour la période 1991-2020, la température moyenne annuelle observée sur la station météorologique la plus proche, située sur la commune de Saint-Savin à 3 km à vol d'oiseau, est de 13,9 °C et le cumul annuel moyen de précipitations est de 835,2 mm,. Pour l'avenir, les paramètres climatiques de la commune estimés pour 2050 selon différents scénarios d’émission de gaz à effet de serre sont consultables sur un site dédié publié par Météo-France en novembre 2022.

## Urbanisme

### Typologie
Au 1er janvier 2024, Saint-Yzan-de-Soudiac est catégorisée bourg rural, selon la nouvelle grille communale de densité à sept niveaux définie par l'Insee en 2022.
Elle appartient à l'unité urbaine de Saint-Savin-Saint-Yzan-de-Soudiac, une agglomération intra-départementale regroupant deux  communes, dont elle est une commune de la banlieue,,. Par ailleurs la commune fait partie de l'aire d'attraction de Bordeaux, dont elle est une commune de la couronne,. Cette aire, qui regroupe 275 communes, est catégorisée dans les aires de 700 000 habitants ou plus (hors Paris),.

### Occupation des sols

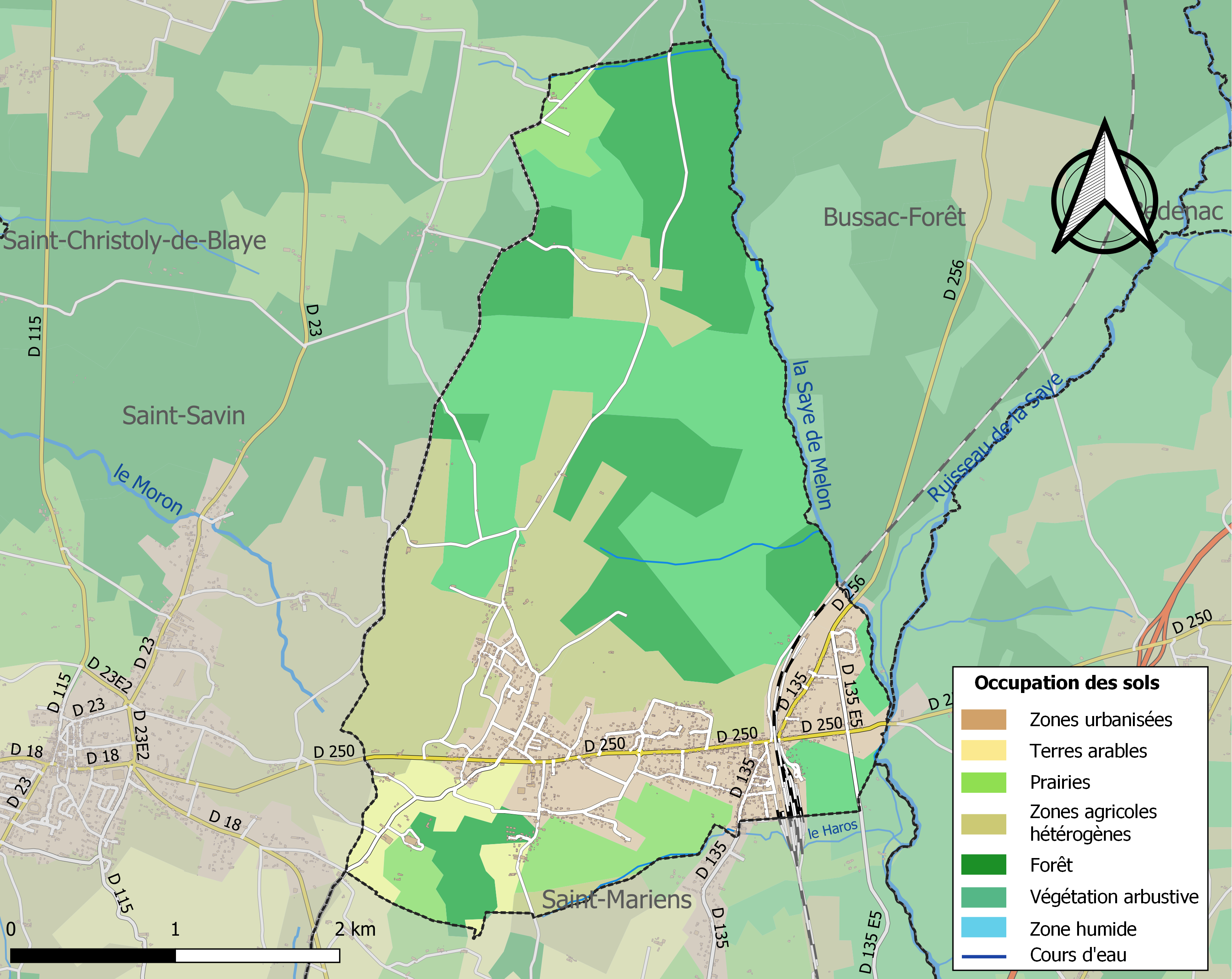
Carte des infrastructures et de l'occupation des sols de la commune en 2018 (CLC).

L'occupation des sols de la commune, telle qu'elle ressort de la base de données européenne d’occupation biophysique des sols Corine Land Cover (CLC), est marquée par l'importance des forêts et milieux semi-naturels (51,6 % en 2018), en augmentation par rapport à 1990 (49,9 %). La répartition détaillée en 2018 est la suivante : 
milieux à végétation arbustive et/ou herbacée (27,5 %), forêts (24,1 %), zones agricoles hétérogènes (21,9 %), zones urbanisées (13,4 %), prairies (6,8 %), cultures permanentes (4 %), zones industrielles ou commerciales et réseaux de communication (2,2 %). L'évolution de l’occupation des sols de la commune et de ses infrastructures peut être observée sur les différentes représentations cartographiques du territoire : la carte de Cassini (XVIIIe siècle), la carte d'état-major (1820-1866) et les cartes ou photos aériennes de l'IGN pour la période actuelle (1950 à aujourd'hui).

### Risques majeurs
Le territoire de la commune de Saint-Yzan-de-Soudiac est vulnérable à différents aléas naturels : météorologiques (tempête, orage, neige, grand froid, canicule ou sécheresse), feux de forêts, mouvements de terrains et séisme (sismicité faible). Un site publié par le BRGM permet d'évaluer simplement et rapidement les risques d'un bien localisé soit par son adresse soit par le numéro de sa parcelle.
Saint-Yzan-de-Soudiac est exposée au risque de feu de forêt. Depuis le 20 avril 2016, les départements de la Gironde, des Landes et de Lot-et-Garonne disposent d’un règlement interdépartemental de protection de la forêt contre les incendies. Ce règlement vise à mieux prévenir les incendies de forêt, à faciliter les interventions des services et à limiter les conséquences, que ce soit par le débroussaillement, la limitation de l’apport du feu ou la réglementation des activités en forêt. Il définit en particulier cinq niveaux de vigilance croissants auxquels sont associés différentes mesures,.
Les mouvements de terrains susceptibles de se produire sur la commune sont des tassements différentiels.

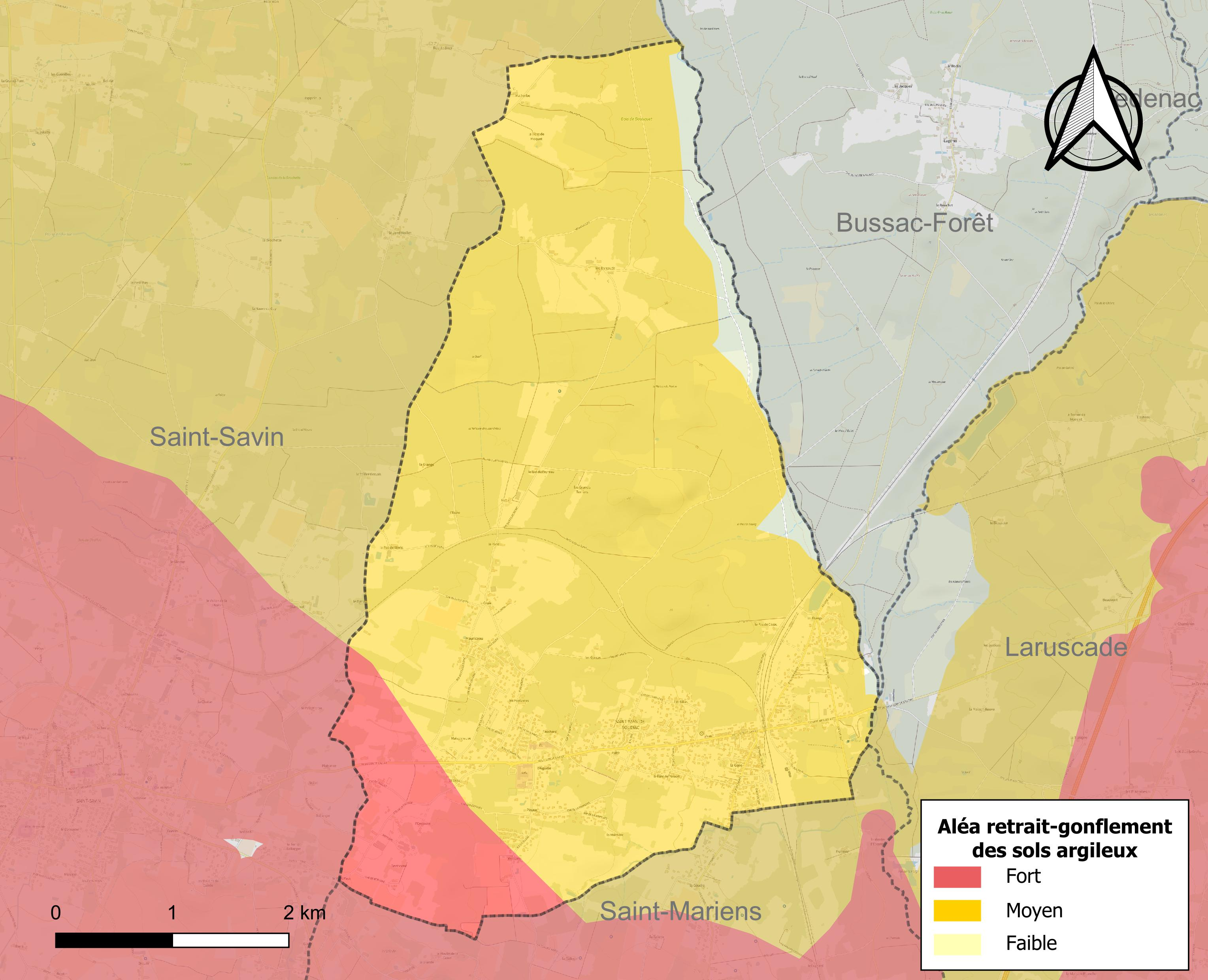
Carte des zones d'aléa retrait-gonflement des sols argileux de Saint-Yzan-de-Soudiac.

Le retrait-gonflement des sols argileux est susceptible d'engendrer des dommages importants aux bâtiments en cas d’alternance de périodes de sécheresse et de pluie. 96,8 % de la superficie communale est en aléa moyen ou fort (67,4 % au niveau départemental et 48,5 % au niveau national). Sur les 919 bâtiments dénombrés sur la commune en 2019, 919 sont en aléa moyen ou fort, soit 100 %, à comparer aux 84 % au niveau départemental et 54 % au niveau national. Une cartographie de l'exposition du territoire national au retrait gonflement des sols argileux est disponible sur le site du BRGM,.
La commune a été reconnue en état de catastrophe naturelle au titre des dommages causés par les inondations et coulées de boue survenues en 1982, 1988, 1993, 1999 et 2009, par la sécheresse en 1989, 1992, 2003, 2011, 2012 et 2017 et par des mouvements de terrain en 1999.

## Toponymie
Le nom de la commune, en ancien occitan, est Sent Dicenç qui vient de saint Dicentius, évêque de Saintes au VIIIe siècle. Le territoire communal, comme tout le Pays Gabay, est passé dans le domaine de la langue d'oïl (saintongeais) à partir du Moyen Âge.

## Histoire
La commune est créée en 1889 par démembrement de Saint-Mariens et Saint-Savin.

## Politique et administration

### Rattachements administratifs et électoraux
Saint-Yzan-de-Soudiac appartient à l'arrondissement de Blaye et au canton du Nord-Gironde depuis le redécoupage cantonal de 2014 entré en vigueur à l'occasion des élections départementales de 2015,. Avant cette date, elle faisait partie du canton de Saint-Savin.
Pour l'élection des députés, la commune fait partie de la onzième circonscription de la Gironde, représentée depuis 2017 par Véronique Hammerer (LREM).

### Intercommunalité
Depuis le 27 décembre 1999, Saint-Yzan-de-Soudiac appartient à la communauté de communes Latitude Nord Gironde (anciennement communauté de communes du canton de Saint-Savin).

### Administration municipale
Le nombre d'habitants au dernier recensement étant compris entre 1 500 et 2 499, le nombre de membres du conseil municipal est de 19.

### Liste des maires
| Période                                  | Période   | Identité         | Étiquette | Qualité |
| ---------------------------------------- | --------- | ---------------- | --------- | --- |
| 1965[réf. nécessaire]                    | mars 1989 | Jacques Cottreau | PS        | Maire honoraire Réélu en 1971, 1977 et 1983                                                                   |
| mars 1989                                | juin 1995 | Marc Rondillac   |           | |
| juin 1995                                | mai 2020  | Pierre Roques    | DVG-PS    | Retraité de l'enseignement Président de la CC Latitude Nord Gironde (2014 → 2020) Réélu en 2001, 2008 et 2014 |
| mai 2020                                 | En cours  | Didier Bernard   |           | Retraité 8e vice-président de la CC Latitude Nord Gironde (2020 → )                                           |
| Les données manquantes sont à compléter. |           |                  |           | |

### Jumelages
Mendavia (Espagne) depuis 2001.

## Population et société

### Démographie
L'évolution du nombre d'habitants est connue à travers les recensements de la population effectués dans la commune depuis 1891. Pour les communes de moins de 10 000 habitants, une enquête de recensement portant sur toute la population est réalisée tous les cinq ans, les populations de référence des années intermédiaires étant quant à elles estimées par interpolation ou extrapolation. Pour la commune, le premier recensement exhaustif entrant dans le cadre du nouveau dispositif a été réalisé en 2006.

En 2022, la commune comptait 2 577 habitants, en évolution de +8,78 % par rapport à 2016 (Gironde : +6,91 %, France hors Mayotte : +2,11 %).
| 1891 | 1896 | 1901  | 1906  | 1911  | 1921  | 1926  | 1931  | 1936  |
| ---- | ---- | ----- | ----- | ----- | ----- | ----- | ----- | ----- |
| 779  | 981  | 1 138 | 1 354 | 1 434 | 1 570 | 1 636 | 1 629 | 1 435 |

| 1946  | 1954  | 1962  | 1968  | 1975  | 1982  | 1990  | 1999  | 2006  |
| ----- | ----- | ----- | ----- | ----- | ----- | ----- | ----- | ----- |
| 1 586 | 1 435 | 1 404 | 1 393 | 1 384 | 1 552 | 1 461 | 1 530 | 1 762 |

| 2011  | 2016  | 2021  | 2022  | - | - | - | - | - |
| ----- | ----- | ----- | ----- | - | - | - | - | - |
| 2 249 | 2 369 | 2 527 | 2 577 | - | - | - | - | - |

### Enseignement
La commune possède une école primaire Jeanne-Casse, ainsi qu'un collège, Val-de-Saye.

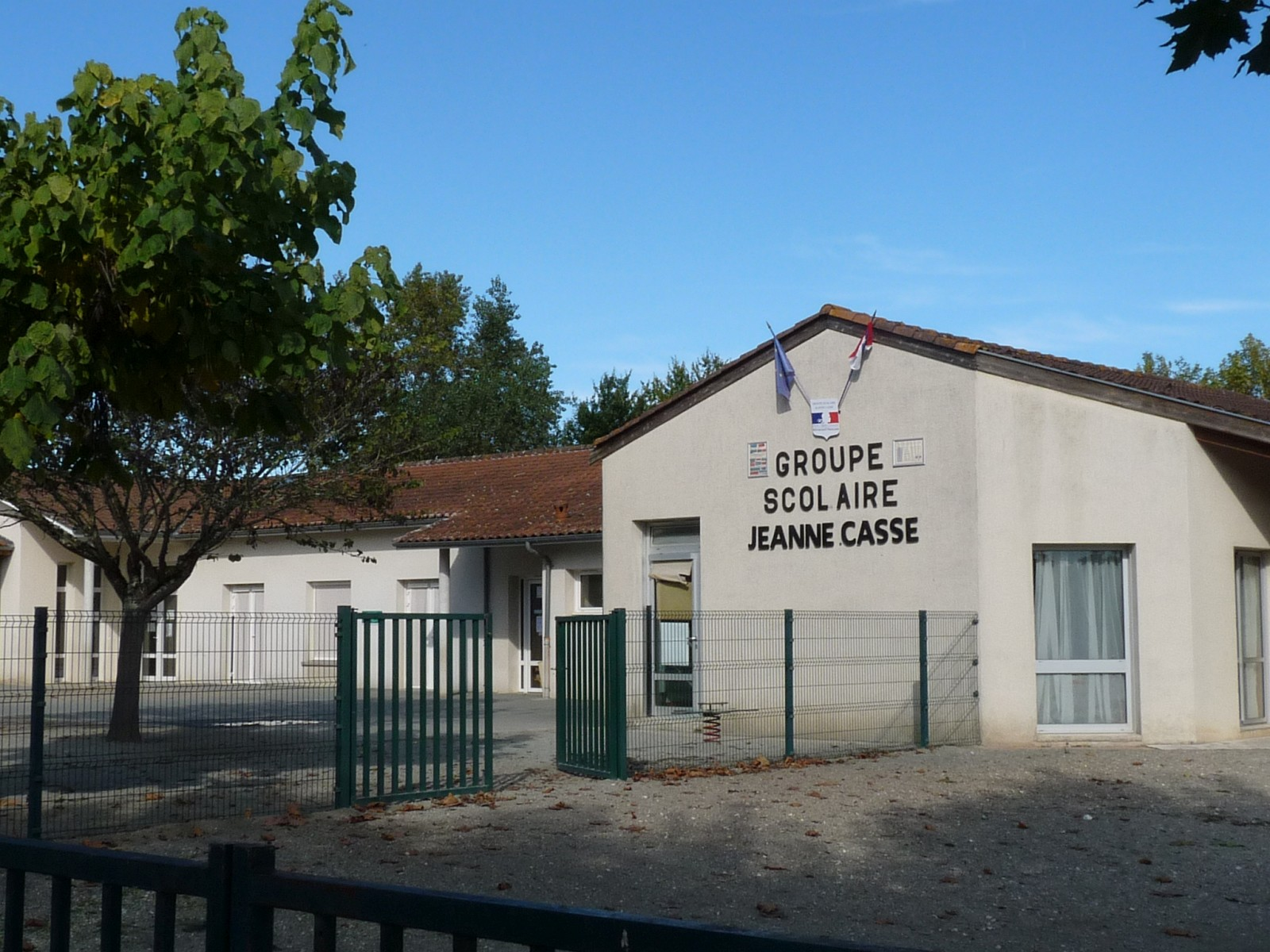
L'école.
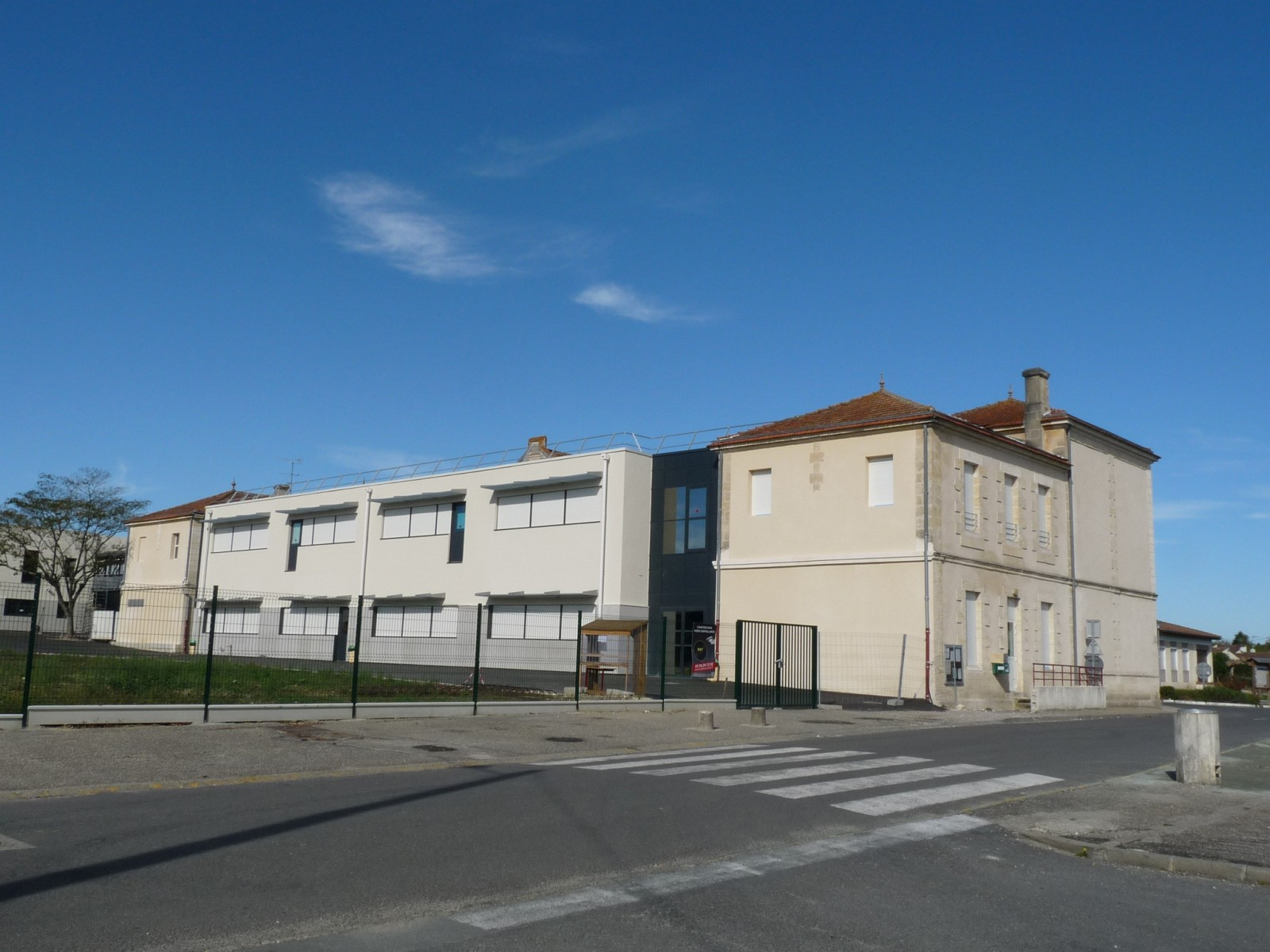
Le collège.

## Économie

### Industrie
La tuilerie artisanale Fillon existe depuis le début du XXe siècle. Elle emploie 4 personnes.

## Culture locale et patrimoine

### Lieux et monuments
- L'église paroissiale Saint-Laurent est de style roman.

### À la télévision
En juillet 2017, la commune et sa gare servent de lieu de tournage pour le téléfilm Quelque chose a changé, produit par France 3 et réalisé par Jacques Santamaria.
Son avenue principale est ainsi utilisée au début du téléfilm lorsque Pierre Arditi et son chauffeur (interprété par Guillaume Carcaud) se rendent à la gare ; cette dernière a été, pour les besoins du scénario, renommée « gare de Viroflay ».

## Galerie de photos

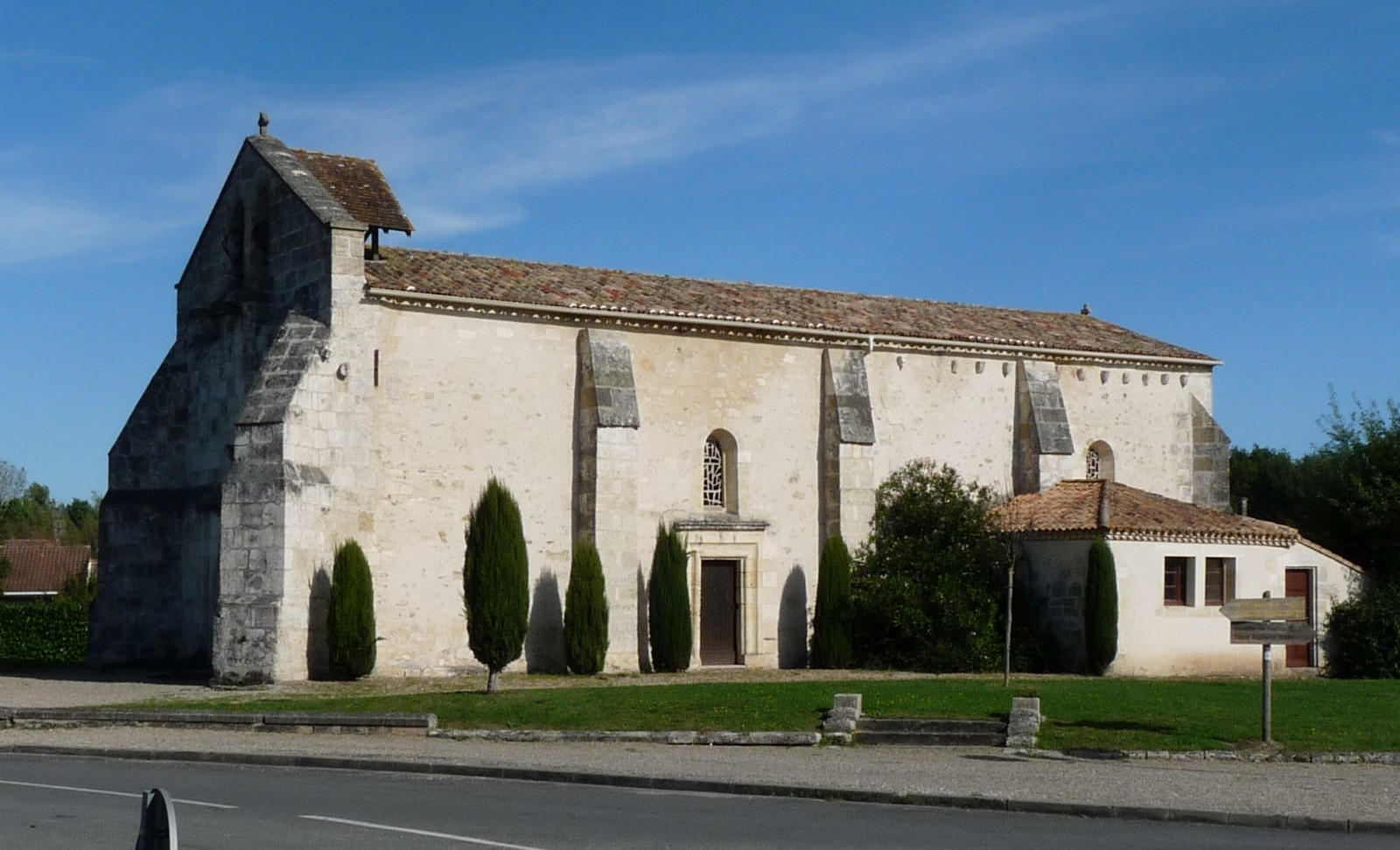
L'église Saint-Laurent.
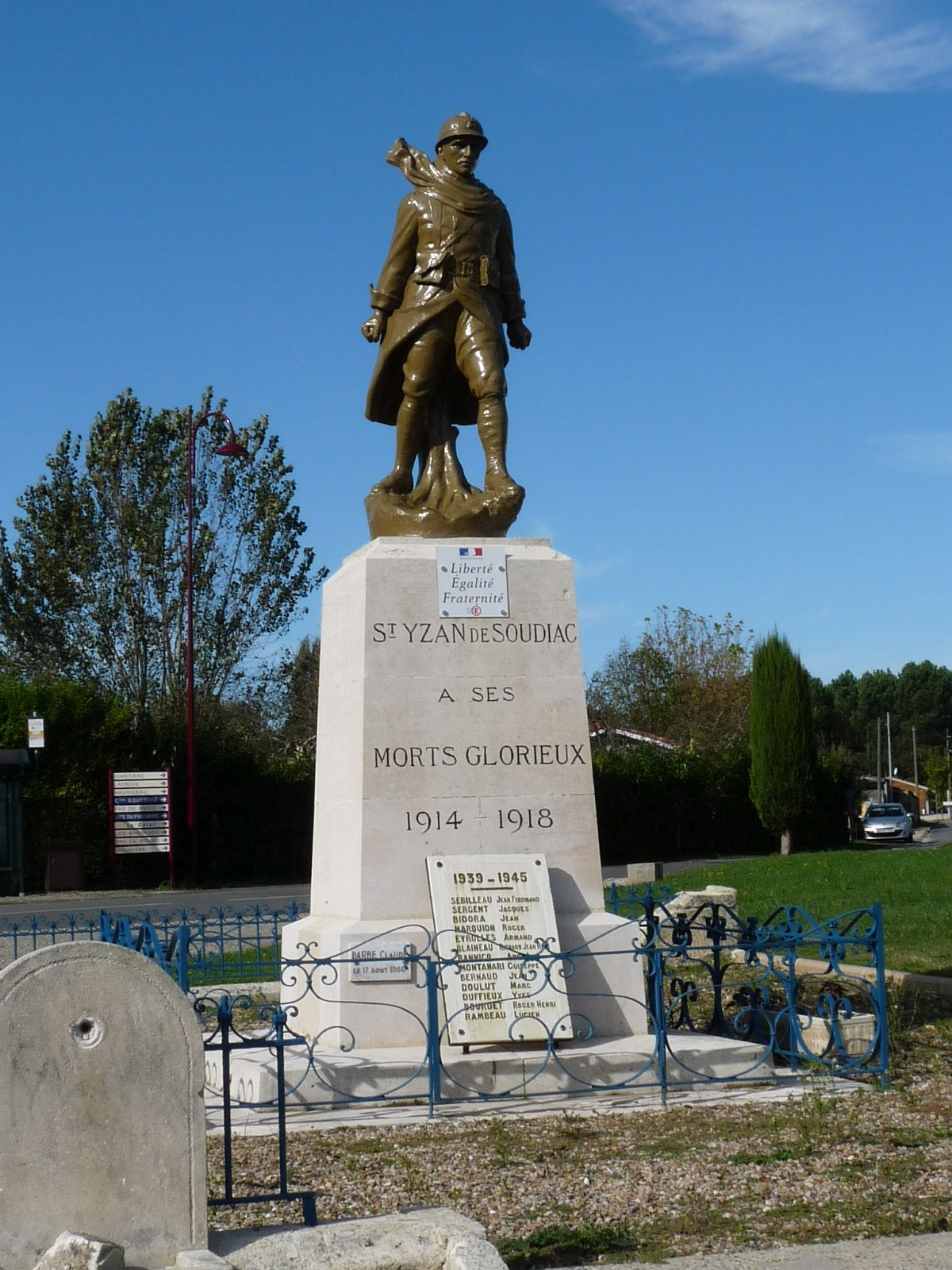
Le monument aux morts.